# ليبيرو دي رينزو
ليبيرو دي رينزو (بالإيطالية: Libero De Rienzo)‏ هو مونتير وكاتب سيناريو وممثل إيطالي، ولد في 24 فبراير 1977 بنابولي في إيطاليا. من الجوائز التي نالها جائزة ديفيد دي دوناتيلو عن فئة أفضل ممثل ثانوي ‏ سنة 2002.

## جوائز وترشيحات
جوائز
- جائزة ديفيد دي دوناتيلو عن فئة أفضل ممثل ثانوي [الإنجليزية]‏ (2002)

ترشيحات
- جائزة ديفيد دي دوناتيلو لأفضل ممثل [الإنجليزية]‏ (2010)

## وصلات خارجية
- ليبيرو دي رينزو على موقع IMDb (الإنجليزية)
- ليبيرو دي رينزو على موقع روتن توميتوز (الإنجليزية)
- ليبيرو دي رينزو على موقع ألو سيني (الفرنسية)
- ليبيرو دي رينزو على موقع أول موفي (الإنجليزية)
- ليبيرو دي رينزو على موقع قاعدة بيانات الأفلام السويدية (السويدية)
- ليبيرو دي رينزو على موقع قاعدة بيانات الفيلم (الإنجليزية)
- ليبيرو دي رينزو على موقع كينوبويسك (الروسية)